# Rías Occidentales y Duna de Oyambre

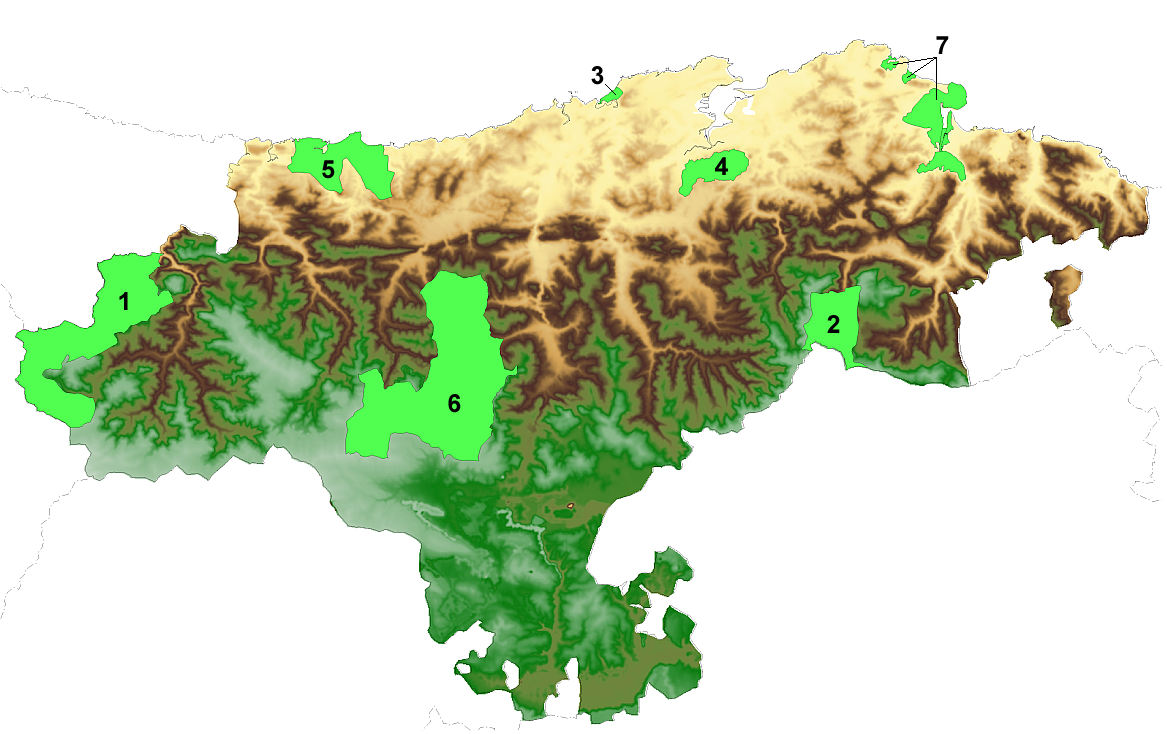
Mapa de los Parques nacionales y Naturales de Cantabria. El n.º 5 corresponde al parque natural de Oyambre.

Las rías occidentales y duna de Oyambre es el nombre con el que se refieren al tramo costero que intercalan estuarios (Rías de Tina Mayor, Tina Menor, Gandarillas, San Vicente, Capitán y La Rabia), acantilados, y ensenadas en las que existe un gran número de pequeñas playas de las costas de Cantabria, España.
En el entorno de Tina Mayor y Tina Menor se han formado acantilados verticales y relieves conocidos como las “sierras planas”, constituidas por las litologías más antiguas de Cantabria (cuarcitas y calcitas de la Era Primaria), y cuya morfología responde a antiguas plataformas de abrasión marina conformadas a finales del periodo terciario, denominadas “rasas”.
Los estuarios de San Vicente de la Barquera y La Rabia representan dos enclaves costeros de gran importancia geológica. Así, la ría de San Vicente, asentada sobre un complejo sistema de fallas, es uno de los dieciséis puntos de interés geológico de Cantabria.
Este Lugar de Importancia Comunitaria engloba parte del parque natural de Oyambre, un espacio costero vulnerable por el crecimiento de construcciones y la fuerte presión turística.
Este espacio incluye gran parte de los hábitats litorales recogidos en la Directiva Hábitat, entre los que destacan el espartinal, los carrizales, las praderas de zoostera y los marjales salinos. La extensa playa de Oyambre tiene una buena representación de hábitats prioritarios asociados a las dunas secundarias (dunas blancas) y dunas terciarias (dunas grises). Las partes altas de los acantilados están ocupadas por brezales secos atlánticos de Erica vagans.

## Hábitats (ANEXO I Directiva 92/43/CEE)

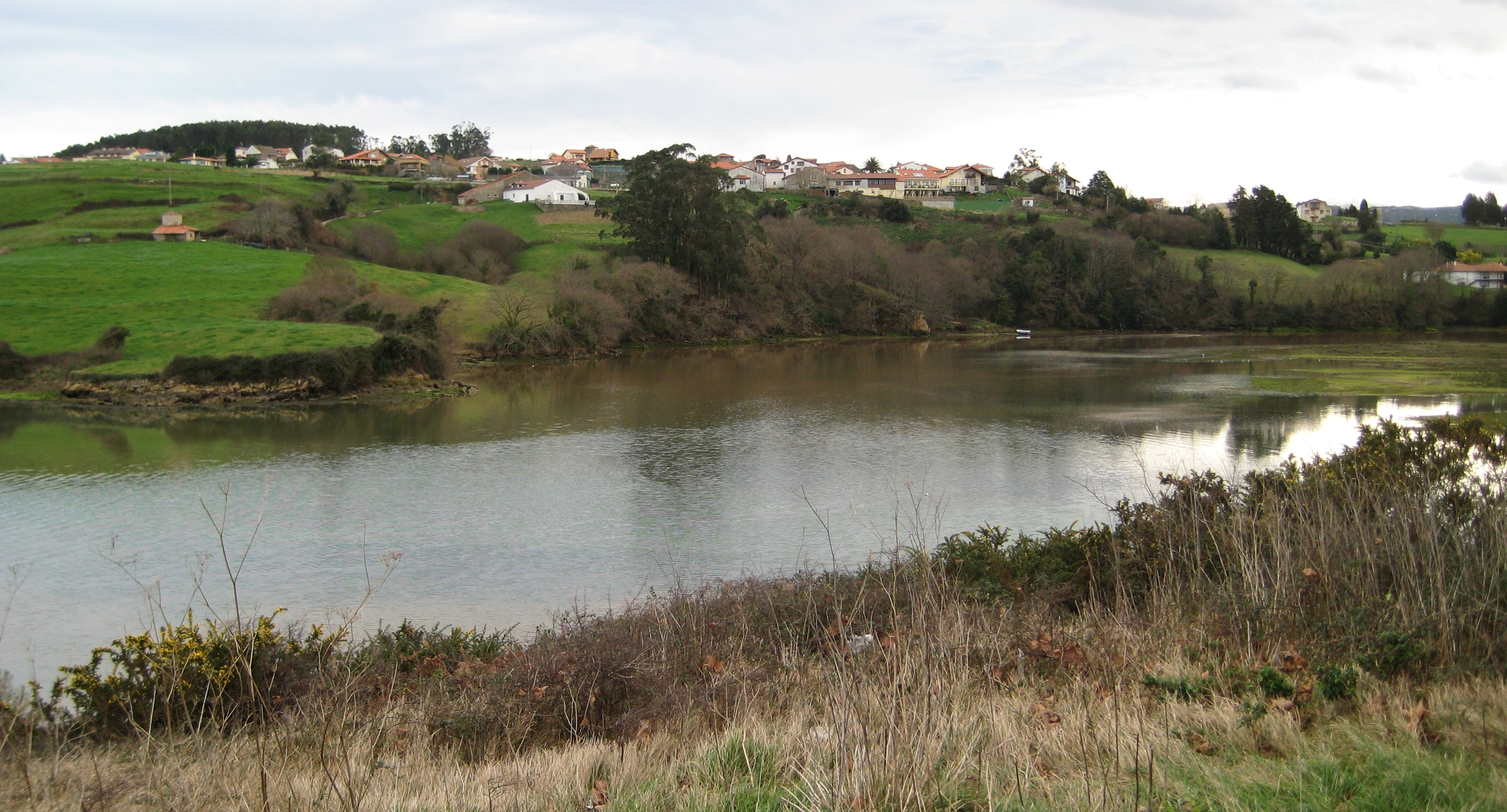
Ría de La Rabia, Comillas, Parque natural de Oyambre, Cantabria.

- Bancos de arena cubiertos permanentemente por agua marina, poco profunda
- Estuarios
- Lianos fangosos o arenosos que no están cubiertos de agua cuando hay marea baja
- Grandes calas y bahías poco profundas
- Vegetación anual pionera sobre desechos marinos acumulados
- Acantilados con vegetación de las costas atlánticas y bálticas
- Vegetación anual pionera con Salicornia y otras de zonas fangosas o arenosas
- Pastizales de Spartina (Spartinion)
- Pastizales salinos atlánticos (Glauco-puccinellietalia)
- Matorrales halófilos mediterráneos y termoatlánticos (Arthrocnemetalia fructicosae)
- Dunas móviles con vegetación embrionaria
- Dunas móviles de litoral con Ammophila arenaria (dunas blancas)
- Dunas fijas con vegetación herbácea (dunas grises)
- Lagos eutróficos naturales con vegetación Magnopotamion o Hydrocharition
- Brezales húmedos atlánticos meridionales de Erica cillaris y Erica tetralix
- Brezales secos (todos los subtipos)
- Brezales secos costeros de Erica vagans y Ulex maritimus
- Brezales oromediterráneos endémicos con aliaga
- Robledales de Stellario-Carpinetum
- Bosques aluviales residuales (Alnion glutinoso-incanae)
- Bosques de Quercus ilex

Entre las especies recogidas en la Directiva, el Lugar alberga reptiles, anfibios, murciélagos, invertebrados y dos especies de helechos.

## Taxones (ANEXO II Directiva 92/43/CEE)

### Mamíferos

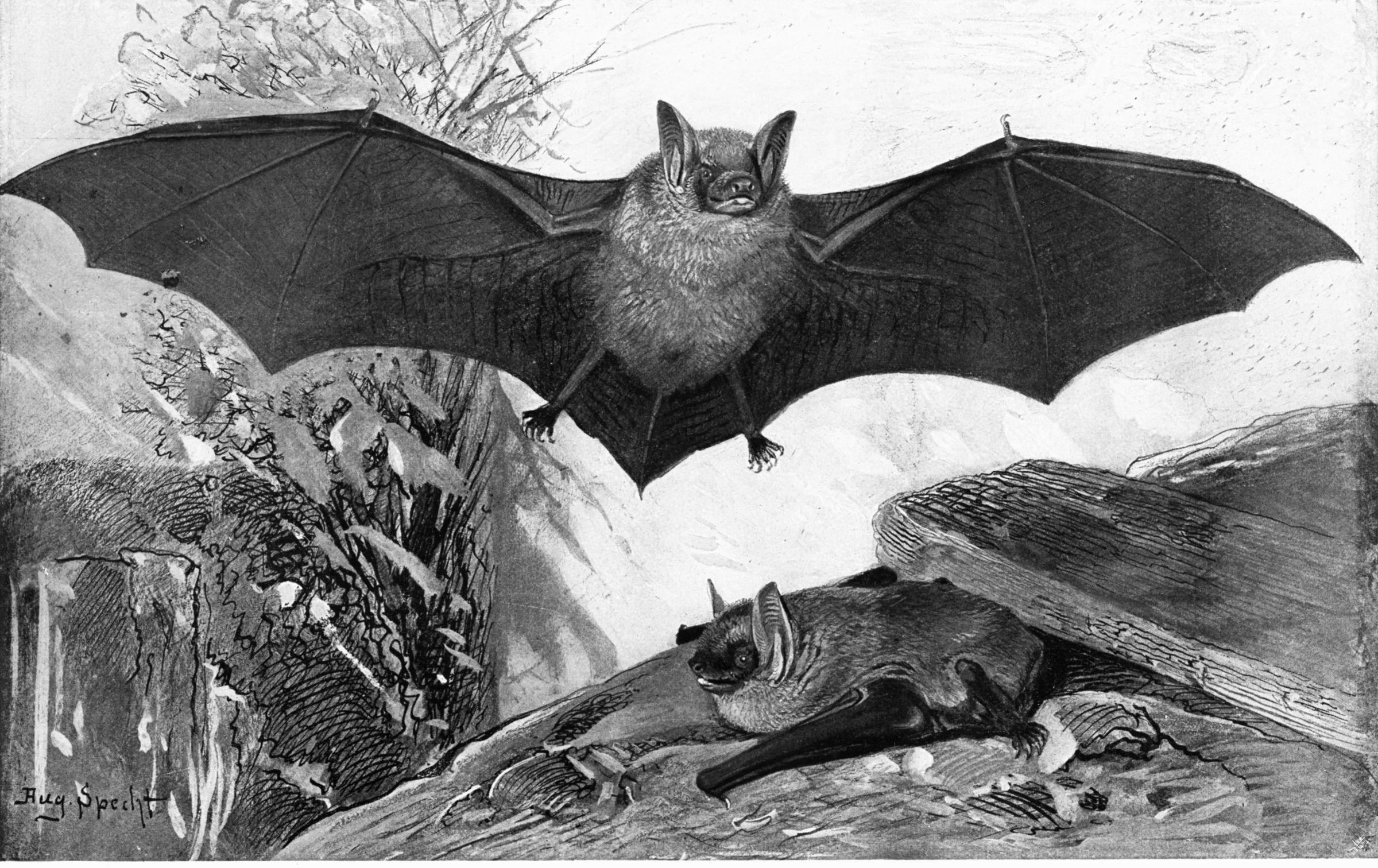
Ilustración del murciélago Myotis myotis, especie común en el LIC.

- Nutria (Lutra lutra)

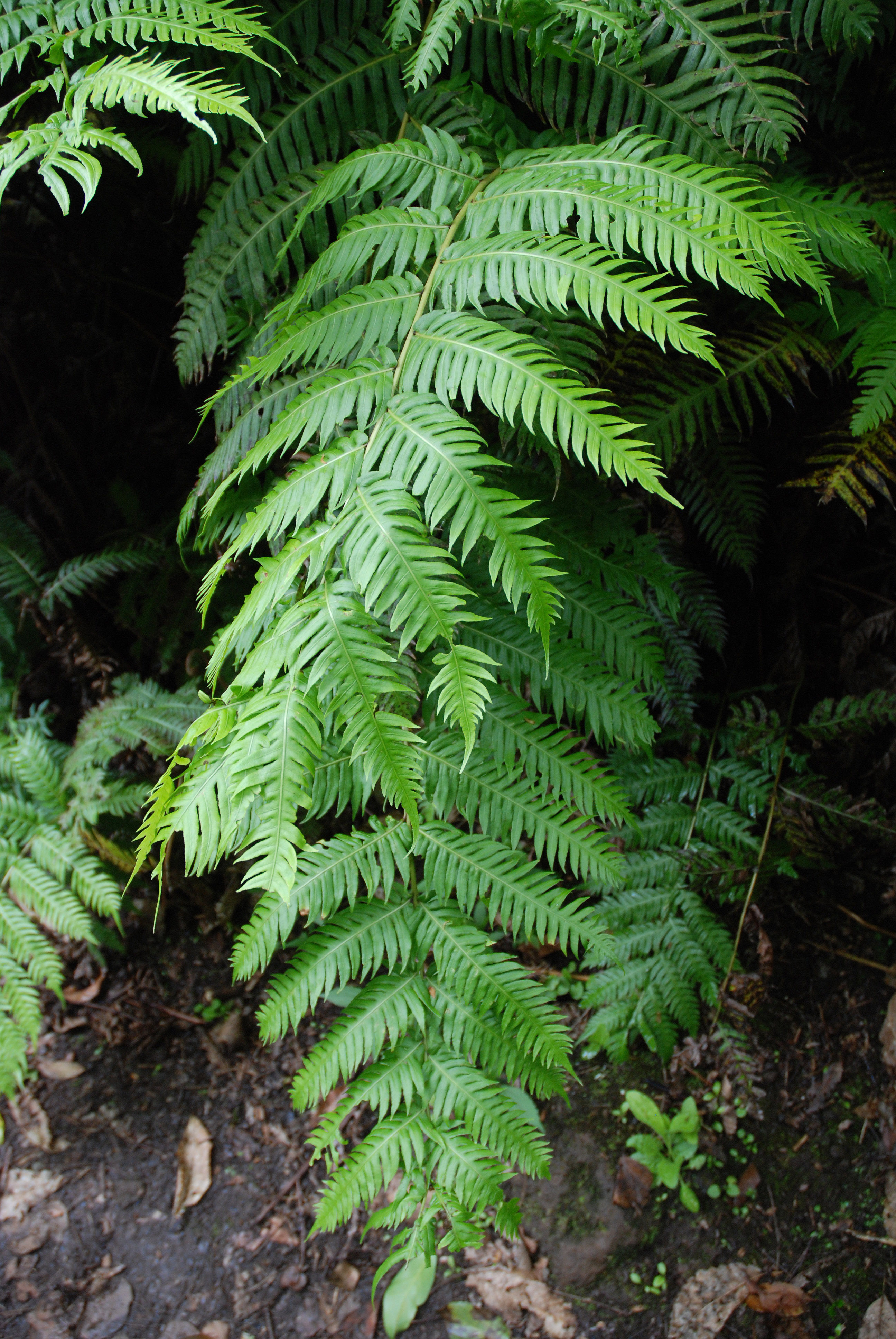
Helecho Woodwardia radicans.

- Murciélago mediterráneo (Rhinolophus euryale)
- Murciélago grande de herradura (Rhinolophus ferrum-equinum)
- Murciélago de bosques (Barbastella barbastellus)
- Murciélago de cueva (Miniopterus schreibersi)
- Murciélago de Bechstein (Myotis bechsteini)
- Murciélago ratonero grande (Myotis myotis)
- Murciélago ratonero mediano (Myotis blythii)

### Anfibios y reptiles
- Sapillo pintojo ibérico (Discoglossus galganoi)
- Lagarto verdinegro (Lacerta schreiberi)

### Invertebrados
- Coenagrion mercuriale
- Caracol de Quimper (Elona quimperiana)
- Ciervo volante (Lucanus cervus)

### Plantas clo
Helechos
- Dryopteris corleyi
- Woodwardia radicans